# Service national de la police ferroviaire
Le Service national de la police ferroviaire, créé le 27 juin 2006, est un service de la direction générale de la Police nationale française, plus précisément de la direction centrale de la Police aux frontières (DCPAF), à compétence nationale. Il est chargé de la sécurité des voyageurs et des agents des entreprises ferroviaires sur les réseaux ferrés national et urbains en zone métropolitaine. Il exerce ses missions à bord des trains et dans les gares, de façon préférentielle dans les zones frontières au gré des flux migratoires.

## Historique

### Origines
Le 30 octobre 1989, est créée la Brigade de sécurité des chemins de fer afin de sécuriser le réseau ferré et procéder aux contrôles des trains internationaux. Elle est rattachée au Service central de la Police aux Frontières.
Le 1er octobre 2003, est créé au sein de la Préfecture de police de Paris le Service de la Police Régionale des Transports (PRT) qui est rattaché à la Direction de la Police Urbaine de Proximité. La Brigade des Chemins de Fer de la Police aux Frontières se recentre alors sur le seul contrôle des passagers en provenance ou à destination du Royaume-Uni.

### Création du Service National de la Police Ferroviaire
Le 1er janvier 2006, un grave incident se produit dans un TER reliant Nice à Marseille. Dans ce train parti de Nice à 6 h 00 et chargé de près de 600 voyageurs, une bande de jeunes rackette les passagers entre les gares de Saint-Raphaël et les Arcs, et a pu commettre de nombreuses exactions sans intervention des services de police, du fait d'un changement de leurs compétences territoriales au fur et à mesure de l'avancée du train. Le ministre de l’Intérieur de l'époque, annonce le 5 janvier 2006 aux médias, la création d'un service national de la police ferroviaire chargé de coordonner la sécurisation des réseaux ferrés, service à compétence nationale.
Il est rattaché à la direction centrale de la police aux frontières (DCPAF) et la brigade des chemins de fer est sa composante principale.
Ce service se consacre d'une part au contrôle des voyageurs empruntant le tunnel sous la Manche pour se rendre ou revenir du Royaume-Uni par le train EUROSTAR, ainsi que de façon plus ponctuelle les trains venant de Belgique (THALYS), depuis la gare de Paris-Nord. D'autre part, le service sécurise les trains circulant en Île-de-France et en province, ainsi que les gares ferroviaires et leurs abords.

## Organisation et implantation
Il est constitué d'un échelon central basé à Paris, composé d'un état-major et de la Brigade Centrale des Chemins de Fer (BCCF). Il exerce une autorité fonctionnelle sur les trois Brigades des Chemins de Fer zonales (BCFZ) basées à Lille, Metz et Nice.

### Organisation de l'échelon central

#### État-major
Il assure la sécurité des réseaux ferrés par la programmation quotidienne des patrouilles de Police et par l'organisation d'opérations spécifiques de contrôle associant d'autres forces de sécurité intérieure (Sécurité Publique, Gendarmerie nationale) ou les services de sécurité des opérateurs ferroviaires.
Il est composé : d'une salle d'information et de commandement qui saisit pour action ou information les postes de commandement (PC) zonaux de la police aux frontières (PAF) ou le pôle opérationnel des transports (PORT) de la préfecture de police. Elle est en relation avec le PC de la sûreté ferroviaire de la SNCF ; d'un pôle d'analyse et de gestion opérationnel (PAGO central) qui procède à l'analyse de la délinquance sur le réseau ferré et met en œuvre des opérations d'initiative dont l'objectif est de lutter contre la délinquance de droit commun et l'immigration irrégulière ; d'un bureau de la communication et de la coopération internationale (BCCI) qui rédige un bulletin hebdomadaire « SNPF Info » reprenant la synthèse des principales affaires élucidées ainsi qu'un magazine « MISSIONS » qui aborde les questions d'actualité et présente les statistiques de la délinquance générale sur le vecteur ferroviaire. Le BCCI assure la préparation et le suivi des dossiers pilotés par l'organisation internationale RAILPOL au sein de laquelle le SNPF représente la France. Il suit la mise en œuvre des accords bilatéraux relatifs aux patrouilles mixtes ou tripartites avec nos voisins européens ; d'officiers de liaison de la Direction centrale de la Sécurité publique, de la Préfecture de Police de Paris et de la Gendarmerie nationale pour coordonner l'action des forces intervenant sur le réseau ferré, selon les zones de compétences.

#### Brigade Centrale des Chemins de Fer
Elle est composée de trois unités :
- l'Unité d'Appui Opérationnel (UAO) : force de projection à compétence nationale, cette unité assure la sécurisation des réseaux ferrés nationaux par des patrouilles quotidiennes au départ de Paris-Nord ou ponctuellement de la province. Elle est amenée à renforcer les BCF zonales lors d'évènements particuliers (férias de Dax, de Nîmes, Braderie de Lille, Technival...) et accompagne les trains de supporters classés à risque. Occasionnellement, elle renforce les services frontaliers de la Police aux Frontières pour le contrôle des trains internationaux. L'UAO effectue des patrouilles mixtes avec des policiers des pays limitrophes sur des axes internationaux, notamment avec les policiers belges et allemands.
- l'Unité de Contrôle Transfrontière (UCT) : chargée du contrôle des passagers empruntant la liaison ferroviaire transmanche (Eurostar) entre le Royaume-Uni et l'espace Schengen, cette unité vérifie la validité et l'authenticité des documents de voyage et du visa Schengen pour les nationalités assujetties. Elle est implantée en gare de Paris-Nord (et Marne la Vallée-Chessy) mais aussi au Royaume-Uni, à Londres - Saint-Pancras. Le protocole additionnel de Sangatte, a permis la création de bureaux de contrôle des personnes (BCP), juxtaposant services de l'immigration français et britanniques. Plus de huit millions de passagers sont contrôlés chaque année (environ trois millions à destination du Royaume-Uni et cinq millions à destination de la France ou de la Belgique).
- l'Unité Judiciaire d'Investigation (UJI) : cette unité d'enquête est divisée en trois groupes : le groupe de traitement judiciaire (GTJ) traite des affaires en flagrant délit constatées par l'UAO et l'UCT (faux documents, personnes recherchées...) ; le groupe d'investigations contre les trafiquants de migrants (GIT) s'occupe du démantèlement des filières de clandestins et des officines de fabrication de faux documents ; le groupe d'atteintes aux transporteurs (GAT) lutte contre l'escroquerie et la fraude au préjudice des transporteurs ferroviaires, les atteintes aux personnels des entreprises et aux usagers, la délinquance en bande organisée (vols de bagages, faits délictuels commis dans les trains de nuit). L'UJI comporte une base technique qui procède au signalement des mis en cause et une cellule de synthèse judiciaire qui analyse les plaintes.

## Mission et moyens humains
Le SNPF assure au quotidien des missions de lutte contre la délinquance de droit commun et l'immigration irrégulière, en mettant en œuvre les directives et les objectifs nationaux fixés par le ministère de l’intérieur.
Disposant d'un personnel formé aux techniques particulières d'intervention en milieu ferroviaire, il regroupe 314 effectifs (administratifs et actifs).
Il coordonne sur le plan national, en liaison avec les exploitants ferroviaires, la sécurité des personnes et des biens sur l'ensemble du réseau ferré avec les forces de police (Préfecture de Police de Paris - Sécurité Publique  -  Gendarmerie Nationale). Au total, plus de 2 300 policiers et 300 gendarmes auxquels s'ajoutent les agents de la Sûreté Ferroviaire de la SNCF concourent à cet objectif.
Le SNPF assure une veille permanente des événements constatés sur les réseaux ferrés et une interface continue avec les différents acteurs (la direction de la sûreté de la SNCF et les PC des autres entreprises ferroviaires).
Il déploie de manière très ciblée des équipes en tenue et en civil à bord des trains sur l'ensemble du territoire national, parmi les 14 000 circulations quotidiennes, à partir des outils statistiques indiquant les évolutions de la délinquance sur le réseau ferroviaire.
Il analyse les plaintes liées à la criminalité et aux incidents affectant le réseau ferré national pour procéder à des rapprochements judiciaires. Il programme des opérations de sécurisation ferroviaire au niveau zonal, interzonal et national.
Il développe la coopération avec les États voisins par la mise en œuvre de patrouilles mixtes sur les axes ferroviaires internationaux, et participe à des actions initiées par les instances européennes ou par l'association RAILPOL.

## Partenariats
Le SNPF assure la coordination opérationnelle de l'action des services de police et des unités de gendarmerie, ainsi que des services de sécurité des entreprises ferroviaires, concourant à la sécurisation des réseaux ferrés.
Trois officiers de liaison sont intégrés à l'état-major du SNPF, en vertu de protocoles de coopération signés avec la direction centrale de la police aux frontières. Ils appartiennent respectivement à la direction centrale de la sécurité publique, à la direction générale de la gendarmerie nationale et à la sous-direction régionale de police des transports d'Île-de-France (SDRPT) de la préfecture de police de Paris.
Dans les six zones de défense (Lille, Metz, Lyon, Marseille, Bordeaux, Rennes), des référents appartenant aux forces de sécurité territoriales (direction départementale de la sécurité publique et groupement de la gendarmerie nationale) et à la sûreté ferroviaire de la SNCF, sont les interfaces permanentes des PAGO zonaux.
Les partenaires au quotidien sont :
- Pour la DCSP, les trois services interdépartementaux de sécurisation des transports en commun (SISTC) basés à Lille, Lyon et Marseille et les unités de sécurisation des transports en commun (USTC).
- Pour la préfecture de police de Paris, la brigade des réseaux franciliens (BRF) dépendant de la sous-direction régionale de police des transports (SDRPT) et le pôle opérationnel régional des transports (PORT) de l'état-major de la direction de la sécurité de proximité de l'agglomération parisienne (DSPAP).
- Pour la gendarmerie nationale, les unités territoriales (exemple : à Creil - 60).
- La SNCF : le SNPF entretien avec l'opérateur historique des relations permanentes tant au travers des échanges entre leurs postes de commandement nationaux respectifs qu'au travers de réunions partenariales quotidiennes à l'échelon central et régulièrement au niveau des PAGO zonaux. Sur le terrain, le SNPF et la SNCF participent régulièrement à des opérations communes de contrôles renforcés.
- Les autres entreprises ferroviaires : le SNPF a développé également des partenariats avec les entreprises EUROSTAR, THELLO et entretien des relations permanentes avec leurs postes de commandement.

## Coopération internationale

### Patrouilles communes
Depuis sa création, le SNPF a développe des patrouilles communes avec la quasi-totalité des États limitrophes au niveau régional voire national (sauf avec les britanniques qui ne le souhaitent pas), sur la base d'accords bilatéraux et du traité de Prüm :
- Patrouilles communes nationales : avec la Belgique, l'Allemagne ;
- Patrouilles communes régionales : avec la Belgique, l'Allemagne, la Suisse, l'Italie et l'Espagne.

### Association européenne RAILPOL
Le Service National de la Police Ferroviaire a adhéré le 15 décembre 2010 à l'association internationale RAILPOL (Railway Police) fondée par la police néerlandaise et composée de services régaliens chargés de la sécurité des réseaux ferrés. Elle a pour objet de développer la coopération internationale entre ses adhérents et rassemble 18 États membres : Allemagne, Autriche, Belgique, Bulgarie, Espagne, Hongrie, Italie, Lettonie, Lituanie, Pays-Bas, Portugal, République tchèque, Roumanie, Royaume-Uni, Slovaquie, Slovénie, Suisse et France. Deux institutions des États-Unis ont le statut de membres associés : AMTRAK (police ferroviaire fédérale) et Transport Security Agency (TSA).
Son but est d'améliorer le niveau de sécurité des usagers empruntant ce moyen de transport grâce au partenariat entre les services opérationnels des pays membres. Les meilleures pratiques sont échangées en matière de lutte contre la criminalité de droit commun et l'immigration irrégulière.
L'association RAILPOL organise des opérations internationales coordonnées, dénommées Rail Action Day (RAD). De nature préventive et répressive, elles permettent des photographies instantanées de la pression de la délinquance et de l'immigration irrégulière.
Le SNPF a organisé à Paris, en octobre 2012, la 28e conférence stratégique de l'association. 38 hauts fonctionnaires, représentant 16 États, ont participé à ce séminaire où ont été abordées les thématiques de prévention de la délinquance, de gestion de l'ordre public dans les gares et dans les trains, du trafic des êtres humains et les projets de la commission européenne.
Environ 2 500 policiers sont déployés sur le réseau ferroviaire français.

## Culture populaire
- Quai n°1 est une série policière, dont les héros font partie de la Brigade Spéciale des Trains et Frontières, l'unité n°3, de la gare du Nord à Paris.
- Marion est une série télévisée, une adaptation des romans de Danielle Thiéry. La commissaire divisionnaire Marion est nommée à la police ferroviaire de la gare du Nord.